# Vedas
Se denomina Vedas (literalmente ‘conocimiento’, en sánscrito) a los cuatro textos más antiguos de la literatura india, base de la religión védica (que fue previa a la religión hinduista).
El más antiguo de los cuatro, el Rig-veda, fue compuesto oralmente en sánscrito a mediados del II milenio a. C. Los otros tres son en gran parte copias del Rig-veda original.
Los textos védicos se desarrollaron dentro de lo que se denomina la cultura védica, basada en castas (varna o ‘color’) y ásramas (etapas de vida religiosa).
La palabra sánscrita veda proviene de un término indoeuropeo *weid, que significa ‘ver’. Está relacionado con el latín video (‘ver’) y el griego εἶδος /eidos/ o ϝεἶδος /veidos/ (‘aspecto’) y οἶδα /oida/ o (ϝ)οἶδα /foida/ (‘saber’).

## Autoría
Los hindúes consideran que los Vedas son apauruṣeya, que significa "no de un hombre, sobrehumano" e "impersonal, sin autor". Los Vedas, para los teólogos indios ortodoxos, se consideran revelaciones vistas por los antiguos sabios tras una intensa meditación, y textos que se han conservado con más cuidado desde la antigüedad. En la epopeya hindú Mahabharata, se atribuye la creación de los Vedas a Brahma. Los propios himnos védicos afirman que fueron creados hábilmente por Rishis' (sabios), tras una creatividad inspirada, al igual que un carpintero construye un carro.
La parte más antigua del Rig Veda Samhita fue compuesta oralmente en el noroeste de la India (Punyab) entre 1500 y 1200 a. C., mientras que el libro 10 del Rig Veda y los otros Samhitas fueron compuestos entre 1200 y 900 a. C. más al este, entre el Yamuna y el Ganges, el corazón de Aryavarta y el Reino Kuru (c. 1200 - c. 900 a. C.). Los textos "circunvédicos", así como la redacción de los Samhitas, datan de c. 1000-500 a. C.
Según la tradición, Vyasa es el compilador de los Vedas, que organizó los cuatro tipos de mantras en cuatro Samhitas (colecciones).
Cada rich (himno) de los Vedas provee el nombre del rishi (poeta religioso) que lo compuso. Probablemente se trata de clanes (descendientes de un rishi reconocido) más que de autores individuales.
| rishi o clan | ṛichas | porcentaje | mandala preponderante    |
| ------------ | ------ | ---------- | ------------------------ |
| Anguiras     | 3619   | 37 %       | mandala 6, especialmente |
| Kanua        | 1315   | 13 %       | mandala 8, especialmente |
| Vásishtha    | 1276   | 13 %       | mandala 7                |
| Vishua Mitra | 983    | 10 %       | mandala 3                |
| Atri         | 885    | 9 %        | mandala 5                |
| Bhrigu       | 473    | 5 %        |                          |
| Kashiapa     | 415    | 4 %        | mandala 9, especialmente |
| Gritsamada   | 401    | 4 %        | mandala 2                |
| Agastia      | 316    | 3 %        |                          |
| Bháratas     | 170    | 2 %        |                          |
| total        | 9853   | 100 %      |                          |

El 95 % del texto del Sama-veda, el 50 % del texto del Iáyur-veda y el 30 % del Atharva-veda provienen del Rig-veda.
Entonces en la actualidad, en la India se supone que el mítico sabio Viasa fue el que realizó el trabajo de reordenamiento y creación de los otros tres Vedas posteriores.
Incluso su nombre completo, Vedaviasa, significaría que él bifurcó (vi: ‘dividió en dos’) el Veda único (el Rig-veda, del siglo XV a. C.).

## Sruti y smriti
En conjunto, los cuatro Vedas, las decenas de Upanishads y el Vedanta-sutra se llaman sruti (‘lo escuchado’), la revelación comunicada oralmente por el Creador a algunos sabios en el pasado.
Usualmente este término śruti en contraposición al de smriti (‘lo recordado’) que es el resto de la literatura hinduista: los Puranas, los Itijasa (historias, como el Majabhárata y el Ramaiana), etc., que se consideran explicaciones escritas por el mismo Viasa para ayudar a los humanos a entender los crípticos Vedas.
Los tres primeros Vedas fueron la división principal original, también llamada traí (trayī: ‘[la] triple’), esto es:
- el Rigveda (el recitar poético),
- el Yajurveda (uso del sacrificio) y
- el Sāma-veda (cánticos).[19]

Esta triplicidad se introduce en los textos bráhmanas (en el Shatapatha-bráhmana, Aitareia-bráhmana y otros), pero el Rig-veda es el único trabajo original de los tres, mientras que los otros dos contienen copias de sus himnos, ordenadas de manera diferente y con interpolaciones.

## Partes de los «Vedas»
Cada Veda se subdivide en dos partes claramente identificables:
1. Mantras, esto es, las palabras de oración y adoración dirigidas al fuego, a alguna forma del Sol o a alguna forma del aire, cielo, viento, etc. con pedidos de riqueza, salud, longevidad, ganado, hijos, victoria, e incluso perdón de los pecados (ver el «himno Gáiatri», la oración secreta que cantan los bráhmanas tres veces al día).
2. Bráhmana, consistente en vidhi y artha-vada (es decir, explicaciones detalladas para llevar a cabo ceremonias en las que se podían utilizar con provecho los mantras).

Así como los Vedas eran solo tres, los mantras son también tres:
1. Rich (Rig), los cuales son versos en alabanza, con métrica, compuestos para ser recitados en voz alta, y plegarias litúrgicas para recitar en los sacrificios (homa).
2. Iáyus (Iáyur), que están escritos en prosa, y se supone que solo pueden ser murmurados durante un sacrificio de fuego.
3. Sāman (Sāma), versos métricos para ser recitados durante las ceremonias de la planta soma (droga psicotrópica que solo los sacerdotes bráhmanas podían utilizar).

### «Rig-veda»
El principal y más antiguo de los cuatro Vedas es el Rig-veda, una colección de 1028 himnos compuestos (no escritos aún, ya que en la India no se había inventado la escritura) entre el 1500 y el 1000 a. C. con la misión de invitar a los dioses a los sacrificios, especialmente a Indra y a Agní.
En esa época primitiva, Indra era considerado el dios principal. Luego fue identificado con Paryania (dios de la lluvia) y terminó siendo un semidiós secundario, dios de la atmósfera, de las tempestades y los vientos (aunque ya los vientos tenían otro regente: el dios Vaiu).
Agní, dios del fuego (tiene el mismo origen que la palabra latina ignis (‘fuego’) de donde viene el prefijo español igni, como en ígneo o ignífugo).
En realidad el Rig-veda es el único trabajo original, y mucho más antiguo que los otros. El más antiguo de sus himnos podría ser previo al 1500 a. C., cuando los arios apenas se estaban estableciendo en el Panyab (en el actual Pakistán), antes de entrar en el noroeste de la India y finalmente el valle del Ganges.
Más tarde a estos tres Vedas se les agregó el Átharva-veda, el cual no debe de haber sido aceptado hasta bastante después de Manu, ya que él en su Mánava sastra dharma (las ‘escrituras religiosas de Manu’, las Leyes de Manu) solo habla de tres Vedas (llamándolos traiam brahma sanátanam, ‘el Veda triple y eterno’). Solo una vez (en Manu 11.33) menciona las revelaciones que había tenido el sabio Átharva y Anguira aunque no los nombra con el nombre más moderno de Átharva-veda.

### Sama-veda
El 95 % de los himnos del Sama-veda son copias de los himnos del Rig-veda.
El Sama-veda contiene un agregado de canciones para ejecutar con ritmos (tala) y melodías tradicionales (raga); exorcismos y encantamientos; creencias y por fin plegarias devocionales.

### Yajurveda
El 50 % de los himnos del Yajurveda son copias de los himnos del Rigveda.
El Yajurveda (‘conocimiento sobre sacrificio’) contiene dos divisiones: el Taittiríia-samjita y el Vajasaneyi samhita.

### Atharva-veda
El 30 % de los himnos del Atharva-veda son copias de los himnos del Rig-veda.
Es —como el Rig-veda— una verdadera colección de himnos originales mezclados con encantamientos. No tiene ninguna relación directa con los sacrificios de fuego.
Los hinduistas creen que la recitación del Atharva-veda produce una larga vida, cura enfermedades, genera la ruina de los enemigos, etc.

### Otras partes de los «Vedas»
Los libros sagrados del hinduismo son más numerosos que los de cualquier otra religión. Además poseen la particularidad de que su seguimiento no es obligatorio.
Se añaden otros escritos:
- los Bráhmanas, comentarios sobre los Vedas,
- los Upavedas (o Vedas secundarios),
- los Vedangas, trabajos que funcionan como miembros (angas) del cuerpo védico,
- los Araniakas, conocimiento para ser aprendido como anacoreta en el bosque (arania).

### Upanishads y Puranas
Unos cinco siglos después de que los Vedas se fijaran, se empezaron a componer nuevos textos, llamados Upanishads, que ―a diferencia de los Vedas, cuyos himnos épicos no muestran demasiado interés en la espiritualidad― explicaban el aspecto místico de la realidad, la naturaleza de Dios y la relación entre el alma y la materia. Estos tratados se volvieron los verdaderos Vedas de la nueva religión hinduista (que reemplazó la religión védica), y fueron los que generaron los seis dárshanas o sistemas principales de pensamiento del hinduismo.
También se incorporaron un gran número de obras (como los Puranas) tenidas en gran estima y que, hoy en día, son mejor conocidas y ejercen mayor influencia sobre los hinduistas que los Vedas propiamente dichos.

### Upavedas
El término Upaveda (‘conocimiento inferior’) es usado para designar materias de utilidad técnica, como son:
- Medicina (aiurveda), asociado al Rig-veda
- Arquería (dhanurveda), asociado al Iáyur-veda
- Música y danza (gandharva-veda), asociado al Sama-veda
- Estrategia militar (shastra-sastra), asociado al Atharva-veda
- Arquitectura (sthapatia-veda)
- Artes (shilpa sastras)